# Jozef Baláž (politik KSS)
Jozef Baláž (26. dubna 1927 – ???) byl slovenský a československý politik Komunistické strany Slovenska a poúnorový poslanec Národního shromáždění ČSR.

## Biografie
Po volbách roku 1954 byl zvolen do Národního shromáždění za KSČ ve volebním obvodu Námestovo-Trstená. Mandát nabyl až dodatečně v červenci 1958 jako náhradník poté, co rezignovala poslankyně Júlia Šimurdová. V parlamentu setrval až do konce funkčního období, tedy do voleb roku 1960. V roce 1955 se uvádí jako kandidát Ústředního výboru Komunistické strany Slovenska, v letech 1957-1958 jako člen ÚV KSS a roku 1958 opět jako kandidát ÚV KSS. XI. sjezd KSČ ho zvolil kandidátem Ústředního výboru Komunistické strany Československa.